# Cultura de Jiroft
La "Cultura de Jiroft" és una cultura arqueològica que es considera que es va desenvolupar al principi de l'edat del bronze en l'actual Iran en les seves províncies de Sistan i Kerman dins la zona de Jiroft. Es va descobrir l'any 2000. El lloc tipus és Konar Sandal, prop de Jiroft en la conca del riu Halil. Altres jaciments associats importants d'aquesta cultura ; Shahr-e Sukhteh (ciutat cremada), Tepe Bampur, Espiedej, Shahdad, Tal-i-Iblis i Tepe Yahya.

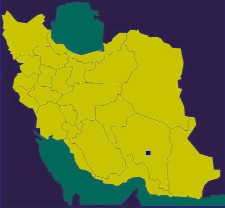
Ubicació de Jiroft a l'Iran

Les primeres excavacions a Kerman van ser dirigides per Sir Aurel Stein a la dècada de 1930.
El jaciment principal de Jiroft consta de dos monticles separats per uns pocs quilòmetres i anomenats Konar Sandal A i B amb una alçada de 13 i 21 metres aproximadament ubicats a 28° 30′ N, 57° 48′ E / 28.5°N,57.8°E). A Konar Sandal B, es va trobar una ciutadella de 13,5 hectàrees.
El sistema d'escriptura és l'elamita.
Altres estudiosos: